# パワー・オブ・ワン
『パワー・オブ・ワン』（原題: The Power of One）は、1992年制作のアメリカ合衆国の映画。
アパルトヘイト体制下の南アフリカを舞台に、1人の少年がボクシングを通して人種の壁を越えて成長していく姿を描いたドラマ映画。ブライス・コートネイの自伝的小説を原作にジョン・G・アヴィルドセン監督が映画化。
スティーヴン・ドーフを始め、モーガン・フリーマン、アーミン・ミューラー＝スタール、ジョン・ギールグッドらが出演。また、6代目ジェームズ・ボンドとして知られるダニエル・クレイグのデビュー作品でもある。

## あらすじ
1930年代の南アフリカ連邦。幼くして父親を亡くしたイギリス系白人のPKは病気がちの母親の負担を軽くするため、寄宿制の小学校に入れられるが、そこはイギリス系白人によって虐げられたオランダ系白人ばかりの学校であったため、たちまちPKはいじめの標的となる。
やがて母親をも亡くしたPKは祖父によって、ドイツ系白人のピアニスト・ドクのもとに預けられる。PKはドクにピアノを、さらに黒人のヘール・ピートにボクシングを教わるうちに、アフリカの大自然の偉大さと人間の尊厳、そして人種差別の愚かさを学ぶ。
高校生となったPKはボクシングで頭角を現し、注目を集める一方、アパルトヘイト推進論者の娘マリアと恋仲となる。PKはマリアと協力して英語教育を行なうなど、黒人の地位向上のために活動するが、そんな彼らにもアパルトヘイトの波は容赦なく襲いかかってきた。小学校時代に自分をいじめていたボータが公安警察官となって、権力を笠に着て、PKに再び牙を剥いてきたのだ。

## キャスト
- PK：ガイ・ウィッチャー（7歳）、サイモン・フェントン（12歳）、スティーヴン・ドーフ
- ヘール・ピート：モーガン・フリーマン
- ドク：アーミン・ミューラー＝スタール
- セント・ジョン学長：ジョン・ギールグッド
- マリア・マレー：フェイ・マスターソン
- ヤッピー・ボータ：ロビー・ブロック（少年）、ダニエル・クレイグ
- ダニエル・マレー：マリウス・ワイヤーズ
- ボルマン軍曹：クライヴ・ラッセル
- ギデオン：アロイス・モヨ